# 旗津臨水宮

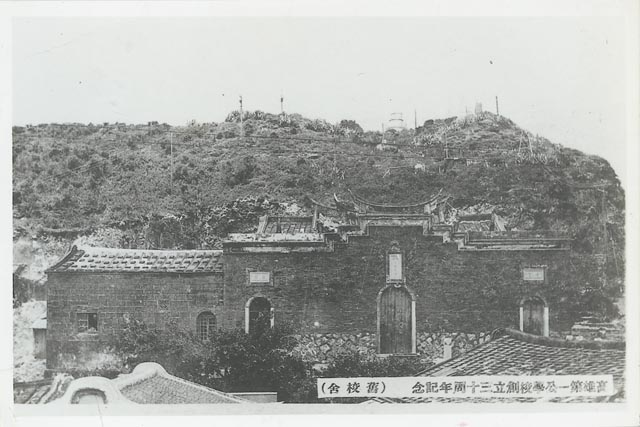
「臨水宮」舊貌，為典型閩都式建築。

旗后臨水宮，又稱旗津臨水宮，位於臺灣高雄市旗津區旗下里，主祀順天聖母（臨水夫人陳靖姑）；創廟迄今已有三百多年之歷史，該廟順天聖母與旗津天后宮天上聖母同為旗地區漁民之守護神，為旗后地區之信仰中心。

## 歷史
根據廟方的沿革，該廟是清治時期康熙三十二年（1693年），任職於朝廷的陳老爹來到臺灣就任時，自福州恭迎順天聖母、王大太保、楊二太保金身來臺，落腳在今旗后燈塔下、臨高雄港邊之旗后山麓，興建草茅之臨水宮。
光緒五年（1879年）修建臨水宮，林軫董師爺銜命對岸福州洽購建廟材料，發現所需建材石、木、瓦等，已由順天聖母化身的中年婦女洽妥，並在建材恭書順天聖母四字為誌。而關於該廟最早的官方文獻記載為《鳳山縣采訪冊》（1894年），該書記載當時廟宇名叫「順懿宮」，是光緒五年（1879年）林軫董建。
日治時期明治30年（1897年），總督府以造育地方英才為由，在臨水宮設立國語傳習所，明治31年（1898年）將臨水宮暫撥為打狗第一公學校（今旗津國小），直至大正4年（1915年）為止，達17年之久。昭和16年（1941年）太平洋戰爭爆發，臨水宮因日軍戰備需求而被拆除，金身暫祀於旗津天后宮。
民國78年（1989年），臨水宮完成廟體建築，也就是現在在旗津三路上所看見的廟宇，但在民國94年（2005年）因為市府用地關係，順天聖母神像被迫遷出廟，暫奉屏東民居內，之後暫居鼓山區哨船街80巷6號的順天聖母行宮。於民國98年（2009年）2月在通山路動工興建新的臨水宮，於同年12月入火安座。

## 祀神
旗后臨水宮主祀順天聖母（臨水夫人陳靖姑），陪祀王大太保、楊二太保、醫師媽、註生娘娘、福德正神、四大護法、彭元帥、高鄧二元帥。

## 外部連結
- 旗臨水宮的Facebook專頁